# Bell X-1
Bell X-1 – eksperymentalny samolot amerykański, który jako pierwszy przekroczył barierę dźwięku w sposób kontrolowany w locie poziomym. Pierwszy z samolotów serii X przeznaczonych do testowania nowych technologii. Samoloty serii X były projektami tajnymi.
14 października 1947 roku Charles „Chuck” Yeager pilot Sił Powietrznych Stanów Zjednoczonych wykonał lot na egzemplarzu XS-1 (od Experimental Supersonic – eksperymentalny naddźwiękowy) nazwanym Glamorous Glennis (ang. olśniewająca Glennis) przekraczając barierę dźwięku w kontrolowanym locie poziomym. Samolot był napędzany silnikiem rakietowym i został wyniesiony na wysokość początkową testu przez bombowiec B-29 Superfortress. Lądowanie odbyło się w bazie lotniczej Muroc (obecnie Edwards) w Kalifornii. Był to 31. lot tego egzemplarza samolotu i jednocześnie 13. lot Chucka Yeagera na X-1. Osiągnięta prędkość wyniosła 1126 km/h (Mach 1,06) na wysokości 13 115 metrów.

## Historia
W 1946 roku rozpoczęto prace badawcze z dwoma samolotami eksperymentalnymi, oznaczonymi jako XS-1 (później X-1) napędzanymi silnikami rakietowymi, mające doprowadzić do przekroczenia bariery dźwięku.
XS-1 był pierwszym samolotem zbudowanym wyłącznie dla celów testowych w locie, nigdy nie wdrożonym do produkcji masowej. Skonstruowano go zgodnie z wytycznymi Narodowej Komisji Doradztwa Lotniczego (NACA) przekształconej później w NASA i Sił Powietrznych Armii Stanów Zjednoczonych (późniejsze USAF). Wykonawstwo samolotów powierzono firmie Bell Aircraft Corporation.
Drugi z wyprodukowanych egzemplarzy XS-1 był używany przez NACA do testowania rozwiązań konstrukcyjnych dla przyszłych samolotów seryjnych.
Kształt kadłuba X-1 był podobny do pocisku i mieścił w sobie bardzo ciasną hermetyzowaną kabinę pilota, dwa zbiorniki paliwa, 12 butli z azotem potrzebnym do zapewnienia odpowiedniego ciśnienia w kabinie i zbiornikach paliwa, wciągane podwozie, silnik rakietowy Reaction Motors XLR11-RM3 i ponad 200 kilogramów aparatury pomiarowej i monitorującej parametry lotu. 
Techniki badawcze wypracowane podczas programu X-1 stały się podstawą dla następnych projektów maszyn serii X, a także podwaliną pod amerykański program podboju kosmosu rozpoczęty w latach 60. XX wieku.

## Lista egzemplarzy samolotu X-1
- X-1 (wcześniej XS-1)
  - X-1-1 – Glamorous Glennis, wykonał 82 loty w tym pierwszy przełomowy lot z prędkością Mach 1,06 z Chuckiem Yeagerem na pokładzie. Ponadto również pilotowany przez Yeagera 6 listopada 1947 roku leciał z prędkością Mach 1,35 i 26 marca 1948 z prędkością Mach 1,45. Obecnie w National Air and Space Museum w Waszyngtonie.
  - X-1-2 – wykonał 74 loty, później przerobiony na X-1E.
  - X-1-3 – Queenie wykonał tylko 1 lot, a 9 listopada 1951 roku spłonął na ziemi w wyniku eksplozji systemu napędowego. Pilot został ranny.
- X-1A – wykonał 26 lotów, w tym pilotowany przez Chucka Yeagera lot z prędkością Mach 2,44 na wysokości 15 250 m. Stracony 8 sierpnia 1955 roku w wyniku eksplozji systemu napędowego podczas lotu podwieszonego pod samolotem B-29. Pilot Joseph Walker został wciągnięty na pokład samolotu-nosiciela, a X-1A po odstrzeleniu rozbił się.
- X-1B – wykonał 27 lotów, w tym 4 z Neilem Armstrongiem za sterami. Obecnie wystawiany w National Museum of the United States Air Force w Dayton w stanie Ohio.
- X-1D – wykonał tylko 2 loty. 22 sierpnia 1951 roku, podczas uruchamiania układu napędowego, nastąpiła jego eksplozja. Pilot Frank Everest został wciągnięty na pokład samolotu nosiciela B-50 Superfortress, a X-1D po odstrzeleniu uległ zniszczeniu.
- X-1E – (zmodyfikowany X-1-2) wykonał 27 lotów, wycofany z lotów po pęknięciu zbiornika paliwa. Obecnie wystawiany w Dryden Flight Research Center w bazie Edwards w Kalifornii.